# John Klingberg (pastor)
Jonas "John" Eric Klingberg, född 3 november 1867 i Saxhyttan, Grythytte socken, död 6 juni 1946 i Hartford, Connecticut, var en svenskamerikansk pastor och filantrop.
John Klingberg var son till stenhuggaren Lars Erik Nilsson. Han växte upp under fattiga förhållanden och emigrerade till USA, där han först vistades i Boston men sedan kom till Chicago, där han en tid var förman i ett järnverk. 1896 inskrevs han vid de svenska baptisternas teologiska seminarium vid Chicago universitet, där han graduerades 1899. Efter det blev han pastor vid den svenska baptistkyrkan i South Shore i samma stad. Han flyttade 1900 till New Britain, Connecticut, och var pastor i därvarande svenska baptistförsamling till 1924. Klingberg återupptog senare sin verksamhet i församlingen och kvarstod som pastor till 1941. I New Britain skapade han 1903 det i hela USA kända Klingbergska barnhemmet (The Children's Home Association) för omhändertagande av föräldralösa och vanvårdade barn.Denna institution som hela tiden finansierades enbart med enskilda personers gåvor och därför inte vara beroende av något samfund även om det stod baptismen nära, växte efter hand till ett stort komplex och öppnades 1926 även en filial i Chicago. Efter John Klingbergs död övertogs ledningen av anstalten av hans son, Emanuel Klingberg. Klingberg utgav bland annat Svenskarna i New Britain (1931), A brief history of the Swedish baptist New York conference 1883–1933 (1933) och Litteraturhistoriska studier (utan år).